# Job Definition Format
Job Definition Format (JDF) är inom grafiska industrin ett systemoberoende, XML-baserat filformat innehållande information rörande ett specifikt tryckjobb (en specifik order) och dess framställning.
JDF används också som samlingsbegrepp för de delar (både JDF- och JMF-filformatet) som beskrivs i JDF-specifikationen/-standarden, som underhålls och utvecklas av den ideella organisationen CIP4 (The International Cooperation for the Integration of Processes in Prepress, Press and Postpress Organization).
Syftet med JDF-formatet, och den standard som specificerar dess struktur, är att underlätta och standardisera informationsöverföringen för att göra det grafiska arbetsflödet och produktionen mer effektiv.

## JDF-filformatet och dess innehåll
JDF-filformatet liknas ibland vid en utökad elektronisk arbetssedel eller arbetsorder som täcker in information om det specifika tryckjobbet och stegen i arbetsflödet – från bokning till produktion, leverans och fakturering.
Formatet ger bl.a. möjlighet att ange en mängd detaljerade tekniska specifikationer rörande tryckjobbet, så som
- antal exemplar som ska tryckas,
- trycksakens storlek,
- förprovtryckets utseende – till exempel endast svartvitt korrektur eller färgkorrektur och om rastret ska simuleras,
- typ av bindning och detaljer kring denna – till exempel vid klammerhäftning, även klammerns utformning och placering, och vid trådbindning, typ av trådmaterial och trådtjocklek,
- typ av papper (eller annat substrat) och fiberriktning,
- den färgåtgång tryckmotivet har tvärs tryckriktningen (så att pressens färgknivar/färgzoner kan justeras för att få jämn densitet över tryckarket),
- huruvida produkten ska folieras och lamineras,
- typ av tryckfärger, deras densitet samt hur färger ska mätas (exempelvis med D50-ljus, 2°-observatör och svart mätunderlag).

JDF-formatet stödjer även kundrelaterad information så som ordernummer, faktureringsuppgifter och kontaktuppgifter till beställaren/kund och andra kontaktpersoner (bl.a. med telefonnummer och e-postadress), men även information om hur den färdiga produkten ska packas och levereras från tryckeriet eller binderiet, till exempel i kartonger med vissa dimensioner, med viss max-vikt och på specifik palltyp (till exempel Europapall).
Formatet stödjer även resultatuppgifter från respektive produktionssteg, till exempel antal tillverkade exemplar, tidsåtgång och mängd makulatur, som sedan kan användas som underlag för en efterkalkyl.
Informationen i JDF-filen är strukturerad genom XML-taggar som är definierade i JDF-specifikationen från CIP4.

## JDF-kompatibel utrustning och system
Då JDF-formatet är leverantörs- och plattformsoberoende, ska formatet göra det möjligt för utrustning och system från olika leverantörer att kommunicera med varandra.
Organisationen CIP4 publicerar årligen en sammanställning av produkter och tjänster som använder sig av JDF – bl.a. utskjutningsprogram, arbetsflödessystem, tryckpressar, förprovtrycksutrustning, RIP:ar och plåtsättare. Organisationen erbjuder även JDF-certifiering.
JDF-standarden styr inte hur ett specifikt arbetsflöde eller arbetsflödessystem ska konfigureras eller vara uppbyggt, utan anger JDF- och JMF-filformatets struktur/utformning.

### Arbetsflödessystem (MIS) och JDF
Ett arbetsflödessystem är ett datasystem som har till uppgift att stödja själva arbetsflödet med information och underlätta genomförandet av varje arbetsmoment. I systemet kan man, i regel, även övervaka arbetsflödets status.
En JDF-fil är i sig endast en inaktiv datafil innehållande information som i sin tur måste utläsas av, presenteras i och skickas vidare av tryckeriets arbetsflödessystem till respektive produktionsenhet. Datasystem av denna typ benämns MIS (eng. "Management Information System") i JDF-specifikationen.
Ett sådant systemet kan även skriva ny information till JDF-filen utifrån de uppgifter som tillkommer, till exempel mängd makulatur, antalet över- eller underproducerade exemplar och produktionstid. Just denna information kan sedan användas vid en eventuell efterkalkyl för att se om tryckjobbet gick med vinst.
Exempel på JDF-baserade arbetsflödessystem är Heidelbergs Prinect, Agfas Apogee och Kodaks Prinergy.
Flera leverantörer erbjuder även påbyggnadsmoduler eller -programvaror som kan kopplas till systemet för att utöka dess funktionalitet, till exempel Prinect Remote Acess (en del av Heidelbergs system Prinect) eller Apogee WebApproval (en del av Agfas system Apogee), som båda tillåter trycksaksbeställaren att själv ladda upp material till tryckeriet och godkänna/granska materialet via Internet. I samband med detta kan då kunden själv ange den information som beskriver det aktuella tryckjobbet. Informationen kan sedan lagras i tryckjobbets JDF-fil och utläsas av arbetsflödessystemet.